# Skat (yacht)
 For alternative betydninger, se Skat (flertydig). (Se også artikler, som begynder med Skat)
Skat er en luksusyacht bygget af det tyske bådebyggeri Lürssen Werft i Bremen-Vegesack i det nordlige Tyskland. Yachten er bygget som projekt nummer 9906, hvilket er påmalet skibets skrog med en font, der svarer til den, der benyttes på flådeskibe.
Farven på yachten er også navygrå.
Bygningen af skibet begyndte i november 1999, og yachten var færdig i 2002.
Yachten ejes af Charles Simonyi, en tidligere softwareudvikler hos Microsoft, hvor han bl.a. stod for udviklingen af Microsoft Excel og Microsoft Word.
Charles Simonyi har nære forbindelser til Danmark, og havde, medens han arbejdede for Regnecentralen i 1967, en kæreste der kaldte ham skat, deraf navnet på luksusyachten.
Skat hører hjemme i George Town på Cayman Islands, og med en længde på 71 meter indtager den plads nummer 64 over verdens største yachter.
Skat har også en McDonnell Douglas N500 helikopter i navygrå bemaling matchende, og med landingsted på yachten.
Skat har i en periode, med få undtagelser, hver sommer fra 2004-2010 besøgt København og ligget ud for Amaliehaven.